# Bebearia mardania
Bebearia mardania is een vlinder uit de onderfamilie Limenitidinae van de familie Nymphalidae. De wetenschappelijke naam van de soort is voor het eerst geldig gepubliceerd in 1793 door Johann Christian Fabricius.